# اکوس، داشمیلتی
اکوس، داشمیلتی (به لاتین: Akkoç, Döşemealtı) یک منطقهٔ مسکونی در ترکیه است که در استان آنتالیا واقع شده‌است.